# 五部淨

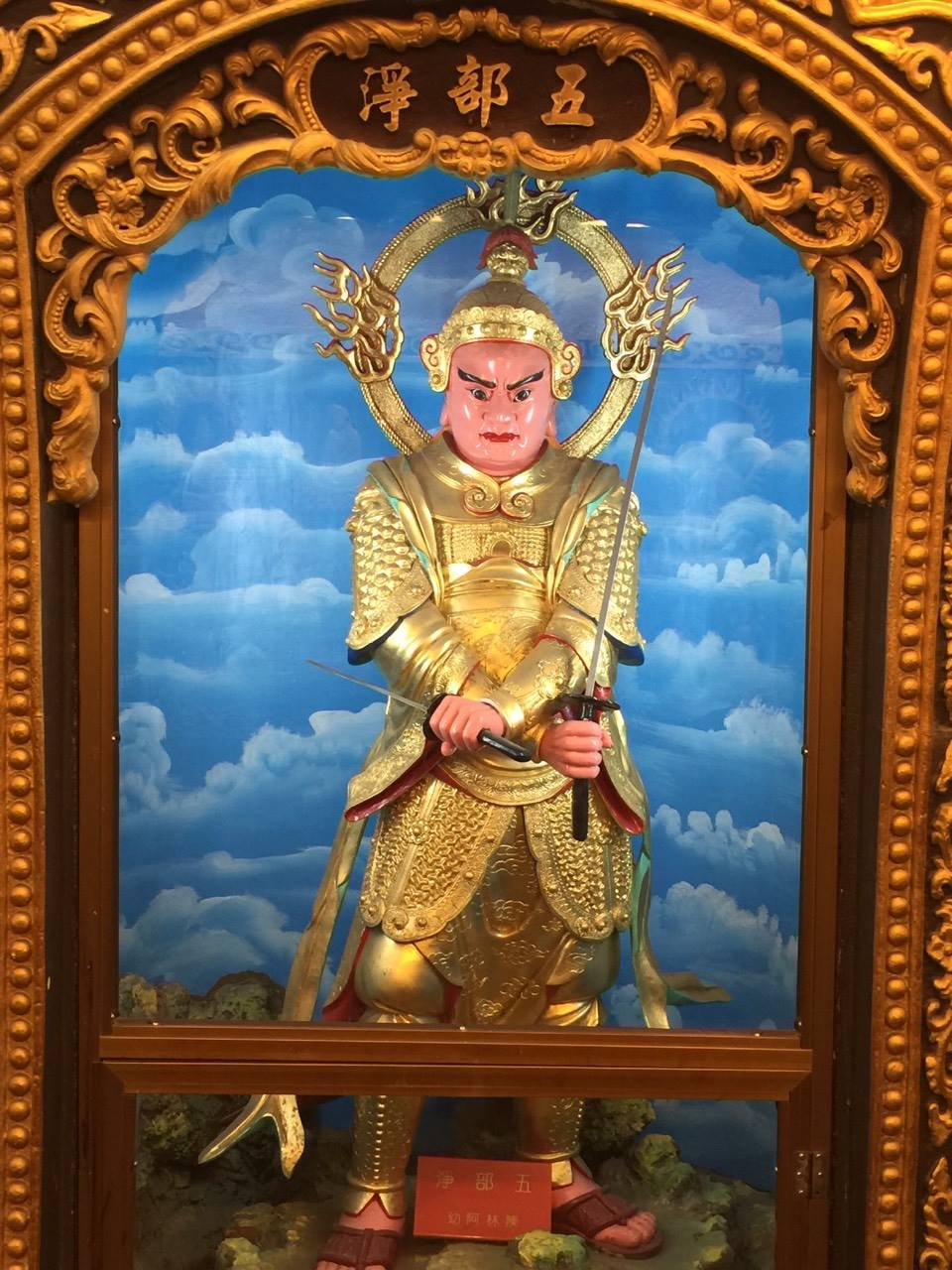
臺灣關渡宮古佛洞-五部淨

五部淨，又稱五部淨居天、五部淨王，佛教護法、千手觀音二十八部眾之一。指色界天中第四禪天裏的無煩天王、無熱天王、善現天王、善見天王、色究竟天王等五部天神，是千手觀音、準提觀音、摩利支觀音的護法神。若只以一尊代表，即是色究竟天王。

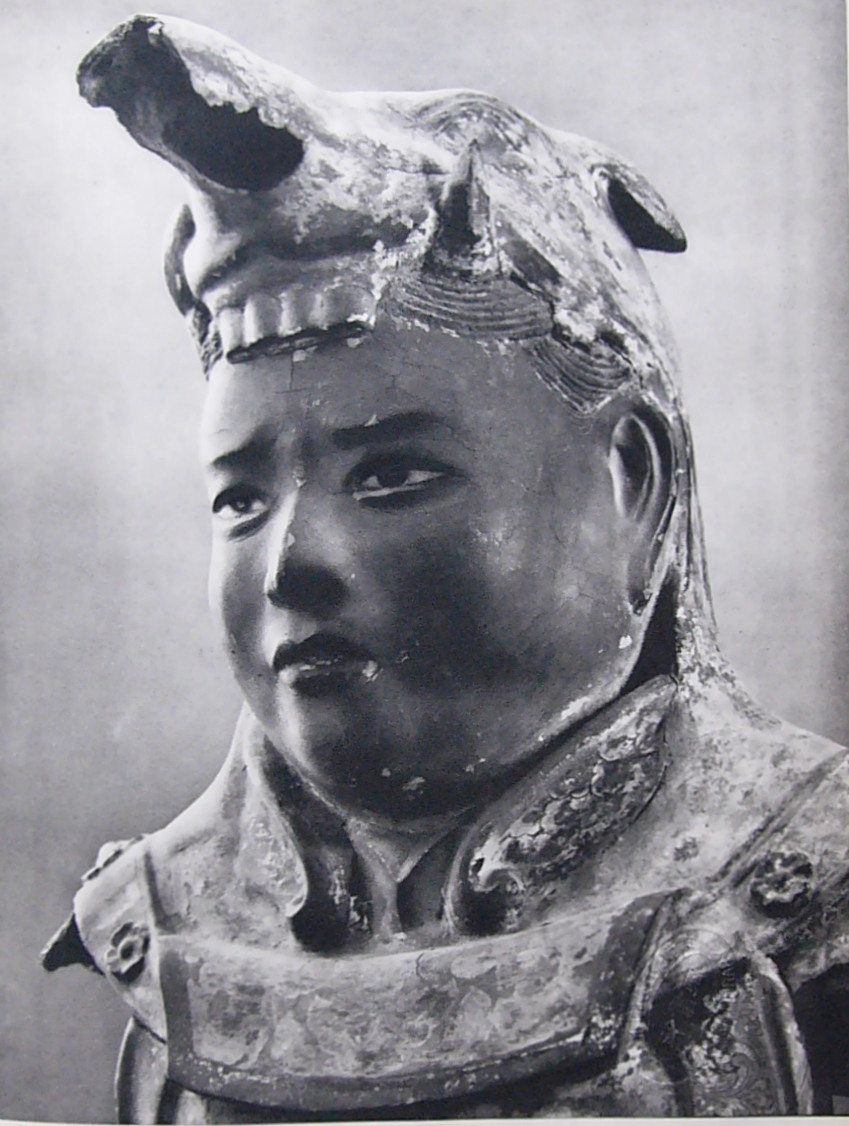
日本奈良興福寺-五部淨

## 經典出處
無煩天指「無一切煩雜的天界」、無熱天指「無一切熱惱的天界」、善現天指「能現一切勝法的天界」、善見天指「能見一切的勝法的天界」、色究竟天指「色界最勝之天」，都是聖人的所在處。
《楞嚴經》卷九記載，上述五天皆橫列在四禪天中，但是這四禪天卻只能聽到五天之名，而不能知見；如世間聖地道場中，多有羅漢所居，而人不能知見。
《阿毗達磨俱舍論》卷二十四記載，由雜修五品，可感生於五淨居。此五天為純三果聖人所居之處，這些聖人以斷除欲界九品思惑而得生此，以後永遠不復再往欲界受生，因此叫做五不還天；這些天人，因為已經離卻欲界染污，獲得清淨身而居於清淨之處，所以這五天又叫做五淨居天。
《大毘盧遮那成佛經疏》卷五記載，金剛部東方最北之五淨居眾。即：一、自在天子。二、普華天子。三、光鬘蠻天子。四、意生天子。五、遠聞天子。
《三法度論》（四阿鋡暮抄解）卷下，以五淨居之數為三天，即修提舍（Sudṛśa，善現天）、須提舍那（Sudarśana，善見天）、鞞首陀（梵Viśuddha，清淨天），阿鞞麗舍（無煩）、阿答波（無熱）、阿迦膩吒（色究竟）在此論中視作清淨天的三相。
《千手千眼觀世音菩薩陀羅尼經》提到：「我遣梵摩三缽羅，五部淨居炎摩羅，常當擁護受持者」，世人過往昇天時五部淨示禮法，落地獄時炎摩示治法。所以將二者合為一部。
《彰所知論》記載，五淨居天人之壽量分別為：無煩天一千劫，無熱天二千劫，善見天四千劫，善現天八千劫，色究竟天一萬六千劫。(印度教裡1劫=43億2000萬年； 佛教裡1小劫可換算為1679萬8000年；20小劫為1中劫，即3億3596萬年；4中劫為1大劫，即13億4384萬年)

## 形象
依照古印度大德善無畏尊者，所翻譯的【千手觀音造次第法儀軌】，五部淨居炎摩羅，色紫白，左手持炎摩幢，右手女竿。
陀羅尼：唵，伐羅，伐羅，吽，𠰢吒，𠰢吒，娑婆訶。

## 資料來源
- 千手經二十八部衆釋（页面存档备份，存于）-大正新脩大藏經 第六十一冊 No. 2243 日本‧建久九年四月十四日 僧‧永真 於東寺假堂書寫 (約西元1198年)
- 千手觀音造次第法儀軌（页面存档备份，存于）-大正新脩大藏經 第二十冊 No. 1068 唐‧中天竺‧三藏善無畏譯 (約西元637年-735年)
- 千手陀羅尼經(千手千眼觀世音菩薩廣大圓滿無礙大悲心陀羅尼經)-大正新脩大藏經 第二十冊 No. 1060 唐‧西天竺‧伽梵達摩譯 (約西元650-660年)
- 楞嚴經(大佛頂如來密因修證了義諸菩薩萬行首楞嚴經)-大正新脩大藏經 第十九冊 No.0945 唐‧般剌蜜帝譯 (約西元705年)
- 阿毘達磨俱舍論-大正新脩大藏經 第二十九冊 No.1558 尊者世親造 唐‧玄奘譯 (約西元602-664年)
- 大毘盧遮那成佛經疏-大正新脩大藏經 第三十九冊 No.1796 唐 一行記 (約西元683-727年)
- 四阿鋡暮抄解-大正新脩大藏經 第二十五冊 No. 1505 婆素跋陀造 符秦 鳩摩羅佛提等譯
- 彰所知論（页面存档备份，存于）-大正新脩大藏經 第三十二冊 No. 1645 發合思巴造 元 沙羅巴譯 (約西元1259-1314年)

1. ↑  .   [2017-04-16]. （原始内容存档于2019-02-21）.